# 白腹皮蠹
白腹皮蠹（學名：Dermestes maculatus），又名噬肉甲蟲，是一種除了南極洲以外遍布全世界的甲蟲。在歐洲，每一個國家均有其存在。
其种加词“maculatus”意为“有斑点的”。

## 用途

### 準備骨架
不論是大學還是博物館，本物種常用於為展覽人類或動物骨架時，用來把骸骨上黏附的肌肉吃掉。這種做法已有150年歷史。相比於使用其他諸如過氧化氫或四氯化碳等刺激性化學藥劑來製作骨頭標本，一來不用怕會傷害到骨骼分子，二來也更環保，還可以保持骨骼和膠原蛋白健全。

## 外部連結
- 維基物種上的相關：白腹皮蠹
- Dermestes maculatus （页面存档备份，存于） at Fauna Europaea